# Johnsonlichaam

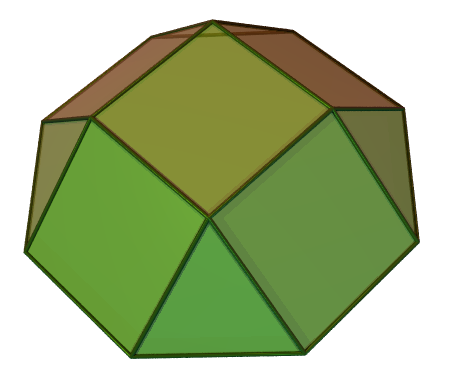
De vierkante koepel J_{4} is een johnsonlichaam.

In de meetkunde is een johnsonlichaam een veelvlak zonder doorsnijdende zijvlakken, dat niet zijvlaktransitief is, waarvan ieder zijvlak een regelmatige veelhoek is en dat convex is in de zin dat een lijnstuk tussen twee punten op verschillende zijvlakken, in het inwendige van het lichaam ligt. Er zijn er 92.
Norman Johnson publiceerde in 1966 een lijst van de 92 johnsonlichamen en gaf deze hun namen en nummers. Hij veronderstelde dat hiermee alle johnsonlichamen waren bepaald, maar gaf daarvoor nog geen bewijs. Viktor Zalgaller gaf in 1969 het bewijs.
De lichamen van Archimedes worden dus niet onder de johnsonlichamen gerekend, omdat die wel hoekpunttransitief zijn. Dat een johnsonlichaan niet hoekpunttransitief is, blijkt in alle gevallen op een na alleen al uit het feit dat niet steeds dezelfde configuratie van veelhoeken in dezelfde of tegengestelde volgorde samenkomt in de hoekpunten. Alleen bij de gedraaide romboëdrisch kuboctaëder komt steeds dezelfde configuratie van veelhoeken in dezelfde of tegengestelde volgorde samen in de hoekpunten, drie vierkanten en een driehoek, maar toch is het niet mogelijk alle hoekpunten zo op elkaar af te beelden, dat tegelijk ook het lichaam op dezelfde manier blijft liggen. Er is geen isometrie die het veelvlak op zichzelf afbeeldt.
Een voorbeeld van een johnsonlichaam is de vierkante piramide J1 met gelijke zijden. Het heeft een vierkante basis en vier driehoekige zijvlakken.
Het totaal van de hoeken van de bij elkaar komende zijvlakken is in convexe veelvlakken in elk hoekpunt minder dan 360 graden. Aangezien een regelmatige veelhoek hoeken heeft van ten minste 60 graden, komen er ten hoogste vijf zijvlakken bij een gegeven hoekpunt bij elkaar. De vijfhoekige piramide J2 is een voorbeeld van een johnsonlichaam met een hoekpunt waarin inderdaad vijf zijvlakken samenkomen. Aangezien elke ribbe gemeenschappelijk is aan twee van de regelmatige zijvlakken, zijn alle ribben van een johnsonlichaam even lang. Hoewel in principe elk soort veelhoek deel kan uitmaken van een johnsonlichaam, blijkt dat de zijvlakken van johnsonlichamen alleen maar 3, 4, 5, 6, 8 of 10 hoekpunten hebben. Het aantal zijvlakken kan zijn 5 t/m 18, 20 t/m 22, 24, 26, 27, 30, 32, 34, 37, 42, 47, 52 en 62.
Vijf verschillende johnsonlichamen hebben een chirale vorm, dat wil zeggen dat ze niet door alleen rotatie en translatie op hun spiegelbeeld kunnen worden afgebeeld. De twee chirale vormen worden als hetzelfde johnsonlichaam gerekend.

## Samengestelde en enkelvoudige johnsonlichamen
83 van de 92 johnsonlichamen kunnen worden geconstrueerd door van uniforme veelvlakken uit te gaan. Noem ze samengesteld. Dat zijn bij de constructie van de johnsonlichamen de regelmatige veelvlakken, de archimedische lichamen, de prisma's en de antiprisma's. De regels van de constructieve ruimtemeetkunde zijn daarbij van toepassing.
Er zijn johnsonlichamen die een deel van een regelmatig veelvlak of een archimedisch lichaam zijn. Dat gebeurt doordat een vlak deze lichamen zo snijdt, dat de doorsnede van het lichaam en het vlak weer een regelmatige veelhoek is. Beide delen in het lichaam aan de twee verschillende kanten van het vlak zijn weer convex, dus ontstaan er zo twee uniforme veelvlakken, twee johnsonlichamen. Een voorbeeld hiervoor is een regelmatig twintigvlak, dat in een vijfhoekige piramide J2 en een verlengde gedraaide vijfhoekige piramide J11 kan worden gedeeld.
De zo geconstrueerde lichamen kunnen daarna samen met de regelmatige veelvlakken, prisma's en de antiprisma's zo worden samengevoegd, dat er weer nieuwe uniforme veelvlakken ontstaan, weer nieuwe johnsonlichamen. Twee lichamen kunnen hierbij worden samengevoegd door twee congruente zijvlakken van de beide lichamen tegen elkaar te plaatsen, maar dat kan alleen wanneer het lichaam dat ontstaat weer convex is. Een verlengde vijfhoekige koepel J20 kan bijvoorbeeld worden geconstrueerd door een vijfhoekige koepel J5 op een decagonaal prisma te plaatsen.
De negen johnsonlichamen die zo niet kunnen worden geconstrueerd zijn: J84, J85, J86, J87, J88, J89, J90, J91 en J92. Er zijn daar wel onder die uit een van deze lichamen zijn samengesteld met daarbij een ander lichaam. Noem ze, wanneer zelfs dat niet het geval is, enkelvoudig.

## Websites
- Chris Cambré met GeoGebra. Johnson lichamen. afbeeldingen van alle johnsonlichamen, die vaak kunnen worden gedraaid